# Lập trình logic
Lập trình logic là một mẫu hình lập trình dựa trên logic toán trong các mối quan hệ và các suy luận. Các chương trình được viết trong các Ngôn ngữ lập trình logic là các tập hợp câu logic, thể hiện sự thật và các luật về một vài vùng vấn đề nào đó. Cùng với các thuật toán suy luận, chúng hình thành nên chương trình. Các lập trình logic chính bao gồm Prolog và Datalog.

## Nghiên cứu thêm
- Carl Hewitt. Procedural Embedding of Knowledge In Planner IJCAI 1971.
- Carl Hewitt. The repeated demise of logic programming and why it will be reincarnated What Went Wrong and Why: Lessons from AI Research and Applications. Technical Report SS-06-08. AAAI Press. March 2006.
- Evgeny Dantsin, Thomas Eiter, Georg Gottlob, Andrei Voronkov: Complexity and expressive power of logic programming. ACM Comput. Surv. 33(3): 374-425 (2001)
- Ulf Nilsson and Jan Maluszynski, Logic, Programming and Prolog